# Feeding off the Mojo
Feeding off the Mojo è il sesto album in studio del gruppo musicale statunitense Night Ranger, pubblicato nell'ottobre 1995. È l'unico album inciso senza il cantante e bassista storico Jack Blades.

## Tracce
1. Mojo – 4:12 (Night Ranger)
2. Last Chance – 5:05 (Night Ranger, Jeff Paris)
3. Try (For Good Reason) – 3:56 (Night Ranger, D. O'Brien)
4. Precious Time – 4:41 (Night Ranger, Todd Meagher)
5. The Night Has a Way – 4:51 (D. Tyson, C. Ward)
6. Do You Feel Like I Do/Tomorrow Never Knows – 4:53 (Peter Frampton/Lennon-McCartney)
7. Music Box – 5:38 (Night Ranger, Steve Isham)
8. Longest Days – 5:01 (Night Ranger, C. Sparks)
9. Tell Me I'm Wrong – 4:36 (Night Ranger)
10. So Far Gone – 5:15 (Night Ranger)

## Formazione
- Gary Moon – voce, basso
- Brad Gillis – chitarra
- David Zaijcek – chitarra, tastiere
- Kelly Keagy – batteria, voce